# Richard Müller (Autor)
Richard Müller (* 17. Juni 1861 in Obermoschel; † 5. August 1924 ebenda) war ein deutscher Mundart- und Heimatdichter aus Rheinland-Pfalz.

## Leben
Richard Müllers Eltern sind Peter Müller, Gerbermeister und zeitweise auch Bürgermeister der Stadt Obermoschel und Elisabeth Müller, geb. Back, aus dem rheinhessischen Alzey. Ihre Eltern besaßen eine Bäckerei.
Seine Kindheit verbrachte Richard Müller in Obermoschel. Das Geburtshaus befindet sich in der Entengasse. Hier befand sich auch die Gerberei des Vaters. Die Volksschule und die Realschule besuchte Müller allerdings in Alzey, da sich dort die Möglichkeit einer besseren Ausbildung bot. Eine Unterbringung fand er in Alzey bei zwei ledigen Tanten, die sich um ihn kümmerten. Eigentlich hätte er danach gerne ein Studium angefangen, aber da Richard der einzige Sohn war, drängte der Vater darauf, dass er das Geschäft in Obermoschel übernehme. In Bad Kreuznach absolvierte er schließlich die fachliche Ausbildung im Gerberhandwerk. Seine Militärzeit als Einjährig-Freiwilliger verbrachte er in Zweibrücken. Mit 28 Jahren heiratete er die 21-jährige Philippine Vogt vom Montforter Hof. Die Ehe brachte die beiden Söhne Karl (1890) und Reinhardt (1901) hervor. 1904 baute Müller seine Sandsteinvilla („Loschement“) in der Nähe des Bahnhofs, die er bis zu seinem Tod bewohnte. Zu seinen Ehren wurde in Obermoschel in der Synagogenstraße die „Richard-Müller-Stube“ eingerichtet, welche eine Sammlung seiner Werke beheimatet.
Bereits mit zwölf Jahren fing Richard Müller an zu schreiben. Mit Gedichten, Novellen, Romanen und kleinen Theaterstücken, in Hochdeutsch verfasst, machte er auf sich aufmerksam. Vor allem für seine Theaterstücke engagierte er sich und brachte sie gemeinsam mit Schulkameraden zur Aufführung. Irgendwann erkannte er jedoch, dass seine wahre Begabung in der pfälzischen Mundartdichtung liegt und der Nordpfälzer Dialekt seine Heimat ist. In den nachfolgenden Jahren entstanden eine Reihe Veröffentlichungen. Darunter u. a. fünf Gedichtbände, vier Lustspiele, drei Romane und zwei Dorfgeschichten, sowie viele Kurzgeschichten und Veröffentlichungen in der lokalen und überregionalen Presse.
1899 wird mit Hinnerm Dunnersberg – Dichtung in Nordpfälzer Mundart Müllers erste Veröffentlichung publiziert. Die Erstausgabe enthält 45 Gedichte, wovon 14 in hochdeutscher Sprache geschrieben sind. Im Buchanhang erfolgt noch die Erklärung aller verwendeten Mundartbegriffe ins Hochdeutsche. Bekannteste Werke hieraus sind: Der Quetschekuche, Die Fahneweih und Aus de Parrstunn.
Das zweite Werk Pälzer Luscht und Lewe folgte um 1902. Es beinhaltet 58 Mundartgedichte, 14 Gedichte in Hochdeutsch und ein Festspiel zum Empfang des Prinzen Ludwig von Bayern auf der Moschellandsburg. Zu den bemerkenswertesten gehören das wohl bekannteste Gedicht von Richard Müller, Iwwerall Palz, Buwedings oder auch Er muß! – E Gardinepreddigt.
Altes und Neues erschien erstmals im Jahre 1911. Das Buch beinhaltet Gedichte aus den beiden vorgenannten Publikationen und 29 neu verfasste, wie Mein Palz und Pälzer Deitsch mit den oft zitierten Worten „Mein Herz is uff die Palz geeicht“.
Der Krieg deheem erschien im Jahre 1917. 25 Gedichte umfasst das kleine Büchlein und beschäftigt sich manchmal sozialkritisch, teils patriotisch mit dem Thema Krieg.
Nach seinem Tod erschien Beim Hahnepeter un annere schöne Sache. Insgesamt werden hier 57 Gedichte veröffentlicht. Herauszuheben wären hier Beim Zahndokter und Soldatsches.
Bereits im Jahre 1905 erschien das wohl bekannteste Werk Müllers, Das Schneidersche vun Mackebach – Ein Dorfidyll in Pfälzer Mundart.
Eine weitere gereimte Dorfgeschichte erschien 1909 mit Die Budderbärwel vun Diefethal – Dorfbilder in Pfälzer Mundart.
Die erfolgreichen Büchlein wurden in den Jahren 1959 und 1978 nochmals als Zusammendruck aufgelegt und machten Müller weit über die Grenzen der Pfalz hinaus bekannt.
Mit den vier bekannten Lustspielen Die Borjemeschterwahl, S’ große Loos, Des Wassermüllers Lottsche und Meister Wollmaus oder die Feschdredd (1926) charakterisierte er seine pfälzischen Landsleute.
Daneben veröffentlichte Richard Müller noch drei Romane: s’ Lorchen vom Hof (1918), Die Schneidmüllersbuben (1920) und Der Schluri (1924).
Daneben verfasste Müller auch einige Musikstücke. Das wohl bekannteste davon ist das Kinderlied De Butzebär, das im Jahr 1955 von Otto Umlauf vertont wurde.
Der Heimatdichter war ein geselliger Mensch. Jeden Abend schnupperte er „e bißche Wirtshausluft“. Er sah sich auch für die Gemeinschaft verantwortlich. Er war erst Schriftführer, später 1. Vorsitzender des Obermoscheler Militärvereins, sowie Präsident des Nordpfälzer Sängerbundes. In schwerer Zeit übernahm er auch noch das Amt des Bürgermeisters der Stadt Obermoschel.
Der verlorene Erste Weltkrieg, die verworrene Nachkriegs- und Inflationszeit bedrückten ihn sehr. Dazu kam ein Herzleiden, das ihm schwer zu schaffen machte.
Am 5. August 1924 starb Richard Müller mit 63 Jahren in seinem „Loschement“ in Obermoschel und wurde auf dem dortigen Friedhof beigesetzt. Als Ehrenbürger der Stadt genießt er dort ewiges Ruherecht.
Sein Wohnhaus steht in Obermoschel in der Richard-Müller-Straße. Das Geburtshaus befindet sich am Marktplatz. Außerdem gibt es in der Synagogenstraße die Richard-Müller-Stube, ein privat eingerichtetes kleines Museum mit Dokumenten und sonstigen Erinnerungsgegenständen.

## Werke

### Gedichtbände
- Hinnerm Dunnersberg (1899)
- Pfälzer Luscht und Lewe (1900, Digitalisat)
- Altes und Neues (1911)
- Beim Hahnepeter un annere schöne Sache (1924)
- Der Krieg deheem (1917, Digitalisat)

### Lustspiele
- Die Borjemeeschterwahl (1913)
- S' große Loos
- Des Wassermüllers Lottche
- Meister Wollmaus oder die Feschdredd

### Dorfgeschichten
- Das Schneiderche vun Mackebach (1905)
- Die Budderbärwel vun Diefedhal (1909)

### Romane
- S' Lorche vom Hof (1918)
- Die Schneidmüllersbuben (1920)
- Der Schluri (1924)

### Kurzerzählungen
- Chichorie
- Kinder im Frühling
- Vom Peterchen, das den Mund nicht halten kann